# Rai Radio Techete'
Rai Radio Techete' è la radio Rai dedicata alla storia della radio e dell'Italia, attraverso l'utilizzo di materiali di archivio Rai e programmi realizzati ad hoc.
Rai Radio Techete', il cui responsabile è Giacinto De Caro, fa parte della Direzione Rai "Radio digitali specializzate e podcast", il cui Direttore è Marco Lanzarone. Si può ascoltare su Rai Play Sound, sulle radio digitali Dab e sui televisori con digitale terrestre o satellite.
In precedenza era presente solo sul web con il nome di Rai Web Radio 6 (WR6, il Passato Presente), mentre dal 7 settembre 2015 è disponibile su tutte le piattaforme, cambiando nome in Rai Radio 6 Teca, mantenuto fino all'11 giugno 2017.

## Palinsesto
La radio è caratterizzata per fasce orarie che presentano ogni giorno nuovi contenuti e mettono in risalto la varietà delle tematiche offerte tratte dall'immenso archivio radiofonico della Rai.
Il canale trasmette anche i contenuti radiofonici provenienti dagli archivi radio delle sedi regionali Rai di Cagliari, Trieste, Bolzano e Palermo.

## Fasce orarie
- La fascia Storia della Musica va in onda lunedì, martedì, mercoledì, giovedì e venerdì alle 2:00, alle 10:00 e alle 18:00[4].
- La fascia Storie della radio va in onda giovedì a mezzanotte, alle 8:00 e alle 16:00[4].
- La fascia Via Asiago 10 va in onda venerdì alle 5:00, alle 13:00 e alle 21:00[4].

### Alcuni programmi
- 1924-1984, 60 anni di radio in Italia
- 40 anni di radio libere
- Mezzo secolo della radio italiana
- A teatro su Radio Techetè
- Ad alta voce
- Agnelli una storia italiana
- Al di qua delle Olimpiadi
- Alle otto della sera su Radio Techetè
- Alle porte del paradiso
- Archimede, il racconto della scienza
- Arcimboldo
- Carteggi carteggi
- Castelli in aria
- Damasco
- Dentro la sera
- Filosofi si nasce
- Gli speciali di Radio Techetè
- Glorie e pentimenti
- Il Commissario Montalbano
- L'Italia e il Mediterraneo
- L'Orlando Furioso
- La nostra Repubblica
- Le voci d'Italia
- Le voci della guerra fredda
- Lo specchio del cielo
- Note a Margine. Non solo Libri
- Passioni
- Poeti al microfono
- Radio Doc
- Radio Regioni
- Senti la montagna
- Sognare l'Italia
- Speciale Don Primo Mazzolari
- Speciale Eduardo
- Storia del tubo
- Sumo, il peso della cultura
- Tutto il calcio minuto per minuto su Radio Techetè
- Viaggio nel tempo, dal passato al futuro
- Vi racconto la Radio. Storie dall'Audioteca

## Loghi

7 settembre 2015 - 12 giugno 2017
In uso dal 12 giugno 2017